# Hassan Alavikia

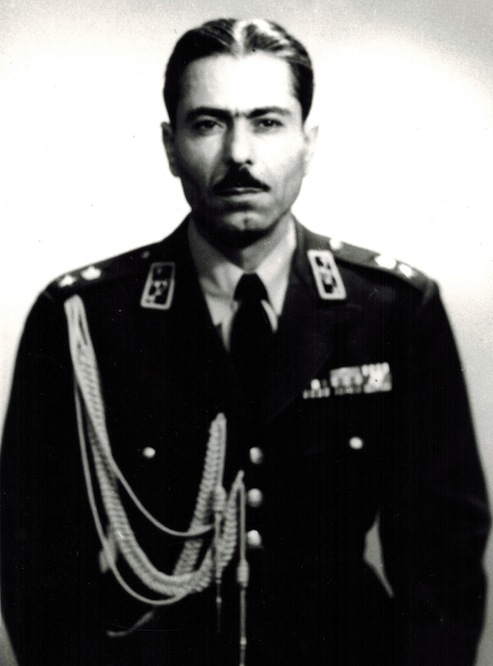
Hassan Alavikia

Hassan Alavikia (anhörenⓘ persisch حسن علوی‌کیا, [hæsæn ɛ ælævikiːjɒː]; * 1. Dezember 1912 in Hamadan, Iran; † 20. April 2013 in La Jolla, Kalifornien) war ein prominenter General während der Pahlavi-Dynastie im Iran und einer der Mitbegründer des SAVAK.

## Herkunft und Jugend
Alavikias Vater, Abu Torab Alavikia, war ein wohlhabender Landbesitzer. Er absolvierte seine Schulzeit am Lycée St. Louis in Isfahan und Teheran, wo er Abitur machte. Im Jahr 1932 begann er ein Studium an der Militärakademie in Teheran und graduierte in 1934 als Leutnant. Danach führte er seine akademische Ausbildung an der Universität von Teheran in Rechtswissenschaft weiter. Er sprach fließend Persisch, Französisch, Englisch und Deutsch.

## Politische Karriere
Von 1949 bis 1951 diente er in der iranischen Armee als stellvertretender Direktor des iranischen Nachrichtendiensts und des militärischen Nachrichtendienst. 1956 verließ er den militärischen Nachrichtendienst und begründete mit General Teymur Bakhtiar und General Hassan Pakravan die iranische Organisation für Sicherheit und Informationen des Landes (SAVAK). Von 1956 bis 1961 war er als stellvertretender Chef für die inneren Angelegenheiten zuständig. Mit Hassan Pakravan, als stellvertretender Chef, zuständig für auswärtige Angelegenheiten und General Teymur Bakhtiar als SAVAKs erster Direktor. 
1962 wurde Alavikia als Chef der europäischen Teilung von SAVAK benannt. Zu dieser Zeit war dessen Hauptsitz in Köln, Deutschland. 1967 zog er sich aus dem Militär zurück und setzte seine berufliche Laufbahn mit dem Aufbau von mehreren erfolgreichen Unternehmen in der landwirtschaftlichen Industrie fort.

## Exil
Am 16. Januar 1979 verließ er mit seiner Frau den Iran, um seine Töchter in Paris zu besuchen. Aufgrund der islamischen Revolution blieb er jedoch in Frankreich. Er verbrachte den Rest seines Lebens im Exil in Paris und Süd-Kalifornien.
Am 20. April 2013 starb er in La Jolla, Kalifornien.

## Familie und Privates
Am 6. Dezember 1956 heiratete Alavikia Jila Pourrastegar, die Tochter von Hossein Pourrastegar, ein prominenter Oberst in der persischen Kosakenbrigade unter Reza Schah Pahlavi. Sie hatten drei Töchter, Tannaz, Golnaz und Farnaz.